# Мотузас, Ремигиюс
Реми́гиюс Моту́зас (лит. Remigijus Motuzas; род. 17 ноября 1956, Скуодас, Литовская ССР, СССР) — литовский государственный служащий и дипломат. В 2004—2006 годах был министром образования и науки Литвы. Посол Литвы в Швеции с 2006 по 2011 год. Посол Литвы в России с 2015 года до ноября 2019 года.

## Личная жизнь
Родился в Скуодасе 17 ноября 1956 года. В 1978 году окончил факультет литововедения Вильнюсского педагогического института со специализацией «учитель литовского языка и литературы». В 1991 году поступил в докторантуру на философском факультете Вильнюсского университета. В 1993 году защитил докторскую диссертацию по общественным наукам. Женат.

## Карьера
В 1978—1985 годах работал учителем в Вильнюсской средней школе имени Микалоюса Даукши и Вильнюсской Жирмунайской гимназии. В 1985—1988 годах — председатель школьного совета Министерства образования и науки Литовской ССР. В 1988—1991 годах — консультант по образованию и науке в Центральном Комитете Коммунистической партии Литовской ССР и секретариате Демократической партии труда Литвы.
В 1993—1994 году — секретарь по образованию и науке при президенте Литвы Альгирдасе Бразаускасе. В 1994—1997 годах работал секретарём Министерства образования и науки Литвы.
В 1997—2001 годах работал генеральным директором Департамента по делам национальных меньшинств и литовцев, проживающих за рубежом при Правительстве Литвы. В 2001—2002 годах — советник Постоянного представительства Литовской Республики в Совете Европы. В 2002—2003 годах — Директор административного департамента Министерства иностранных дел Литвы. 4 ноября 2003 годах был назначен государственным секретарем Министерства иностранных дел Литвы. С 14 декабря 2004 по 18 июля 2006 года служил министром образования и науки Литвы.
В 2006—2011 годах — посол Литвы в Швеции. В 2011—2012 годах возглавлял председательство в МИДе департамента Европейского Союза, затем был первым заместителем канцлера правительства Литвы. С 20 января 2015 года — посол Литвы в России и по совместительству в Узбекистане. С завершением срока службы в должности посла президент Литовской Республики Гитанас Науседа отозвал Ремигиюса Мотузаса 13 ноября 2019 года. Новым послом в России с 4 мая 2020 года назначен Эйтвидас Баярунас, в 2011—2016 годах занимавший должность посла в Швеции.